# Ferradal (La Coruña)
Ferradal es una aldea española situada en la parroquia de Oínes, del municipio de Arzúa, en la provincia de La Coruña, Galicia.

## Demografía
| Gráfica de evolución demográfica de Ferradal entre 2000 y 2018 |
|                                                                |
| Datos según el nomenclátor publicado por el INE.               |